# Sardos
Os sardos (sardo: sardos ou sardus; italiano e sassarês: sardi; catalão: sards ou sardos; galurês: saldi; lígure: sordi) são um povo nativo do sul da Europa que habita tradicionalmente na Sardenha, ilha mediterrânea ocidental e região autônoma da República Italiana.

## Etimologia

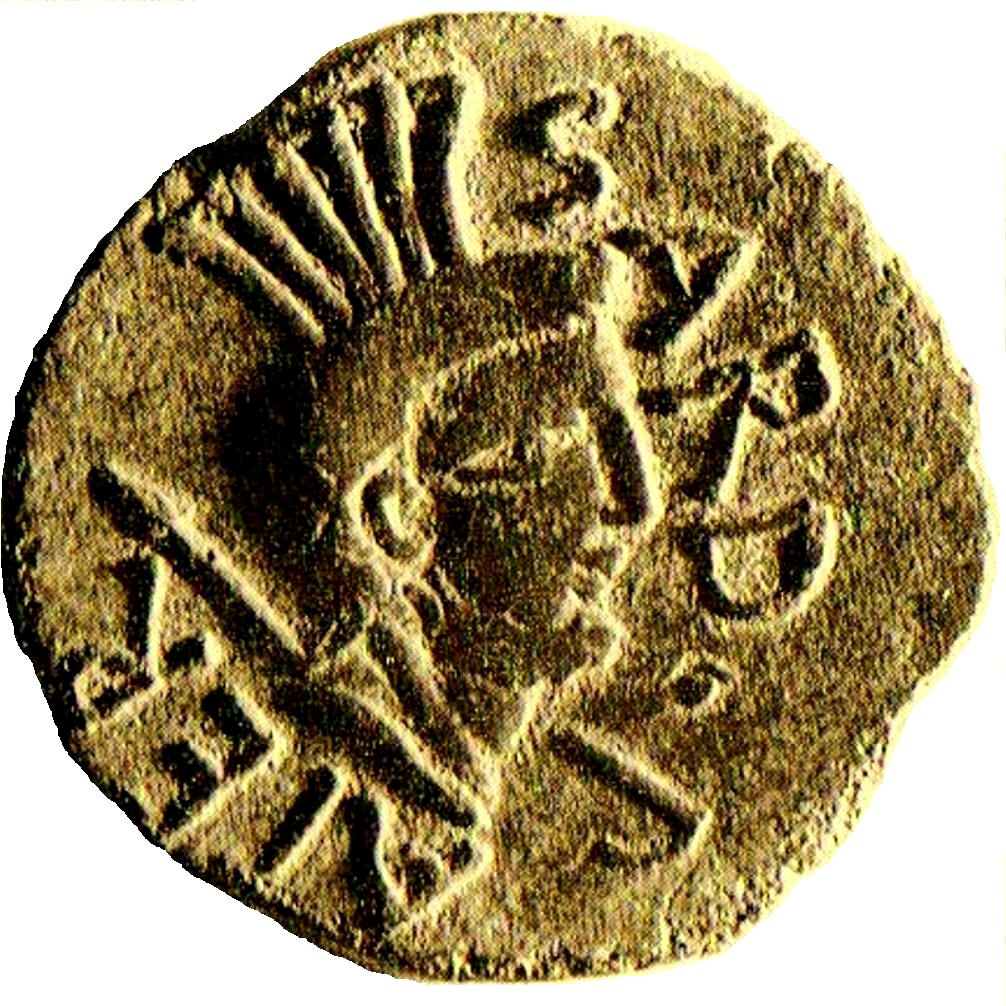
Representação do Sardus Pater em uma moeda romana (59 a.C.)

A origem étnica dos sardos não é clara; o etnônimo "S(a)rd" pertence ao substrato lingüístico pré-indo-europeu. O nome faz sua primeira aparição na esteira da Nora, onde a palavra Šrdn atesta a existência do nome quando chegou pela primeira vez os comerciantes fenícios. De acordo com Timeu, um dos diálogos de Platão, a Sardenha e seu povo, o Sardonioi ou Sardianoi (Σαρδονιοί ou Σαρδιανοί), poderiam ter sido nomeados em honra de Sardó (Σαρδώ), uma mulher lendária nascida em Sardes (Σάρδεις), capital do antigo reino de Lídia em Anatolia (hoje Turquia). Pausânias e Salústio dizem que tem sido um herói da Líbia e filho de Hércules, reverenciado como Sardus Pater Babai ("Pai Sardo" ou "Pai dos Sardos"), o que deu à ilha o seu nome. Também tem havido muita especulação sobre a ligação entre os Sardos e os Sherden (šrdn em egípcio), um dos Povos do Mar. O etnónimo foi então romanizado como sardus (sarda em feminino).

## Cultura

### Bandeira

A bandeira sarda, conhecida como "os Quatro Mouros".

A bandeira dos Quatro Mouros é a bandeira histórica e oficial dos Sardos. A bandeira é composta da cruz de São Jorge e quatro cabeças de mouros que usam um lenço de cabeça branco em cada quarto. Suas origens são basicamente envoltas em um mistério, mas presume-se que se originou em Aragão para simbolizar a derrota dos invasores sarracenos na batalha de Alcoraz.

### Línguas

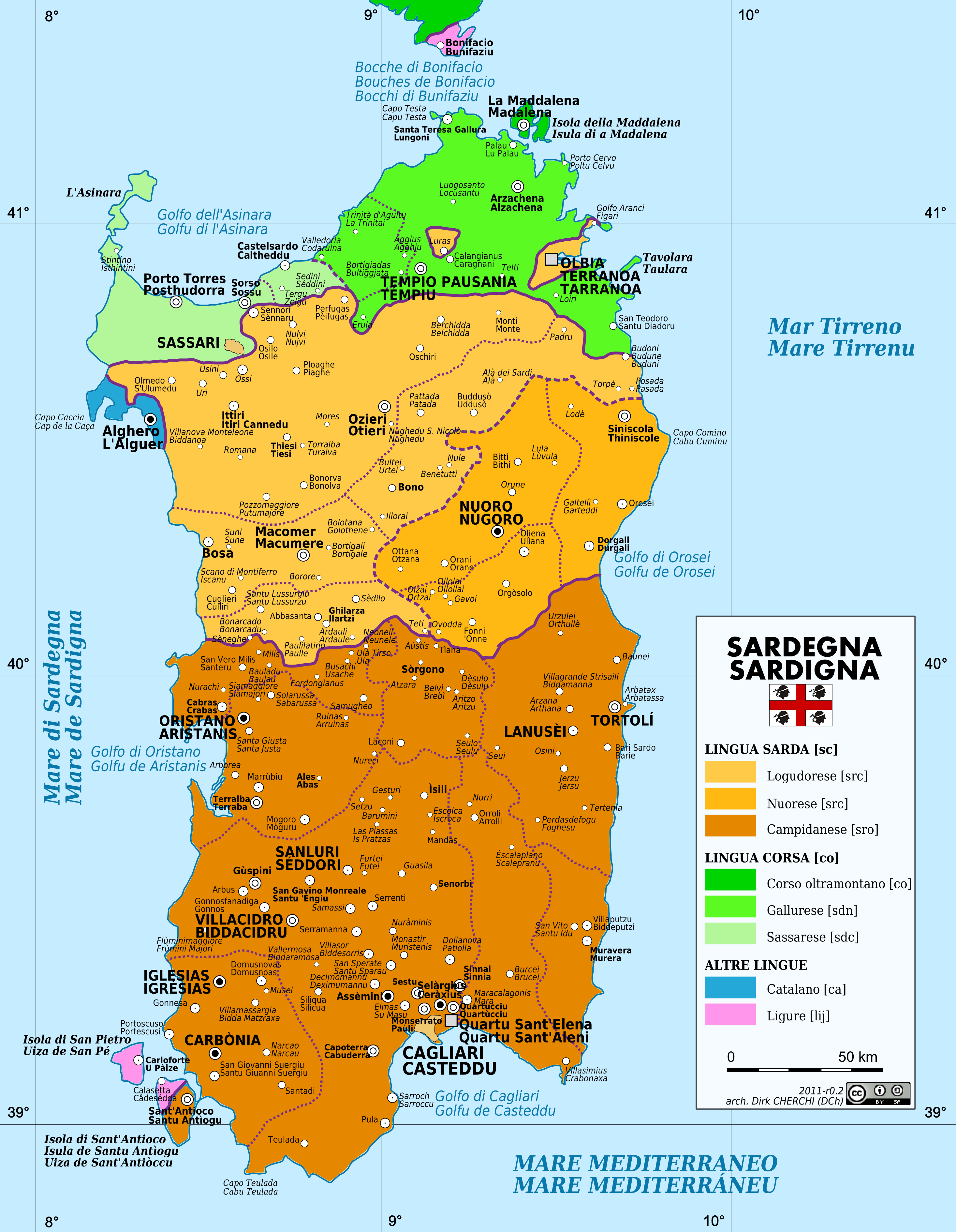
Mapa lingüístico da Sardenha.

O italiano, introduzido na ilha por duas leis em 1760 e 1764, está substituindo as línguas indígenas como resultado de um processo multi-secular de substituição lingüística e assimilação, que facilitou a italianização cultural. 
O sardo (sardu), no entanto, é a segunda língua mais falada e também tem sido a língua histórica dos sardos, já que o latim substituiu o sardo antigo, ou paleosardo. A perda histórica da autonomia política dos sardos manteve a língua numa fase de fragmentação dialetal, reflectindo a coexistência de outras línguas (nomeadamente o catalão, o espanhol e finalmente o italiano) que se impuseram numa posição de prestígio. Devido a um movimento popular, descrito por alguns autores como um "renascimento lingüístico e cultural" que decolou no pós-guerra, a herança cultural dos sardos foi reconhecida em 1999 e, portanto, constituem o maior grupo minoritário etnolinguístico da Itália No entanto, devido a um modelo bastante rígido de educação italiana que desencorajou fortemente os jovens de aprender e falar essa língua, a comunidade efetivamente sardofalante tornou-se gradualmente uma pequena minoria lingüística em sua própria ilha.
As outras línguas faladas na Sardenha, com muito menos falantes do sardo, foram desenvolvidas através do contacto com algumas comunidades, originalmente não sardas, que tomaram posse de certas regiões da ilha durante os últimos séculos; estes são o sassarês (sassaresu), o galurês (gadduresu) em Gallura, o catalão de Alghero (alguerés) e o lígure de Tabarca (tabarchìn).

### Vestidos tradicionais
Os coloridos e variados vestidos tradicionais da Sardenha são um símbolo antigo de pertencer a identidades coletivas específicas, bem como uma das mais genuínas expressões étnicas do folclore mediterrâneo. Embora o modelo básico seja homogêneo e comum em toda a ilha, cada aldeia ou aldeia tem seu próprio jeito de se vestir que a diferencia dos demais. As roupas tradicionais dos Sardos, assim como as jóias que acompanham as roupas femininas em particular, foram definidas como objeto de estudo em etnografia desde o final do século XIX.

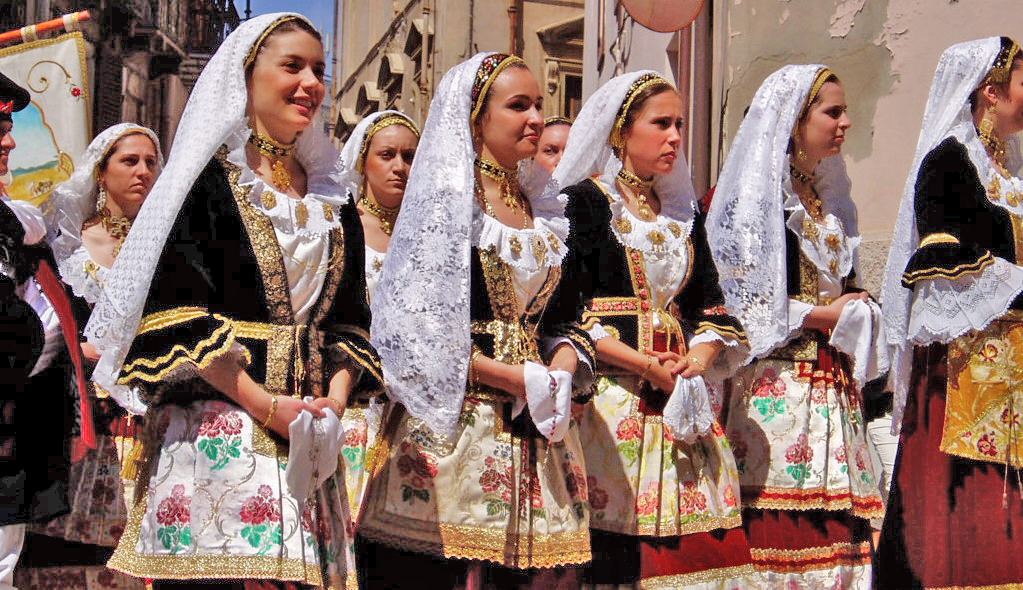
Mulheres sardas em traje tradicional (Selargius)

## Demografia

### Nomes e sobrenomes
Os sobrenomes mais comuns na Sardenha vêm da língua sarda e são Sanna (colmilho), Piras (peras), Pinna (pluma) e Melis (mel). A maioria deles derivada de nomes de lugares sardos (por exemplo Fonnesu "de Fonni", Busincu "de Bosa", etc), nomes de animais (por exemplo, Porcu "porco" Piga "Pica", Cadeddu "cachorrinho", etc.) , a ocupação de uma pessoa, apodo (por exemplo Pittau "Sebastian"), características físicas (por exemplo, Mannu "grande") e afiliação (nomes que terminam em -eddu pode significar "filho", por exemplo, Corbeddu "filho / filha de Corbu"); alguns têm sido italianizados durante os mais recentes séculos (por exemplo Pintori, Scano, Zanfarino, Spano, etc.). Alguns nomes locais também vêm do substrato paleosardo. O maior percentual de sobrenomes que tem raízes fora da ilha é corso, seguido de sobrenomes italianos (especialmente do Piemonte, mas também da Campania, Sicilia e Liguria, originados no período em que os Savoy chegou e na política de assimilação: alguns têm sido "sardizados" como Accardu, Calzinu, Gambinu, Raggiu, etc.) e espanhóis (especialmente da Catalunha).

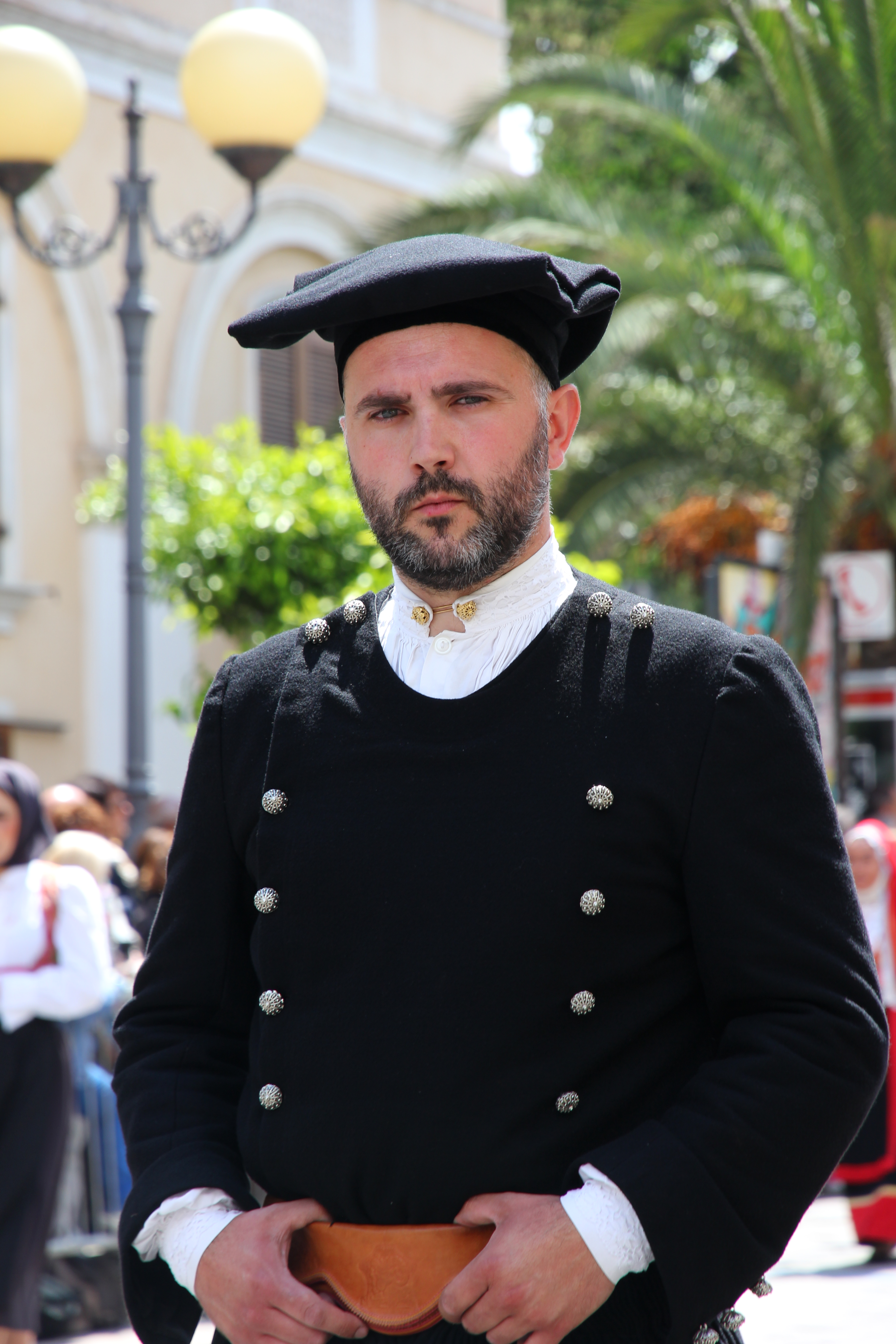
Sardo com traje típico de Austis.

Hoje, os nomes mais comuns na ilha são os italianos. No entanto, uma série de nomes pessoais específicos da Sardenha são historicamente comprovados e prevaleceu entre os ilhéus até a era contemporânea.

### Supercentenários
Em outubro de 2004, vários cientistas da Universidade de Montreal foram à Sardenha para aí estudar uma particularidade local recentemente constatada por médicos da ilha: um número importante de homens supercentenários (de idade igual ou superior a 110 anos), algo raro, pois habitualmente são as mulheres que chegam a essas idades tão avançadas e na Sardenha o número de homens supercentenários supera o das mulheres. Segundo os dados verificados por esses estudiosos, não havia registro de quaisquer homens supercentenários no Canadá. O fenómeno também foi objeto de estudo do Groupe d'étude de démographie appliquée (grupo de estudo de demografia aplicada) da Universidade Católica de Louvain, da Bélgica, no âmbito do projeto europeu FELICIE. Várias explicações são avançadas para o fenómeno, como o ar das montanhas ou o regime alimentar, mas também fatores genéticos.

### Peculiaridades genéticas
Os Sardos, embora façam parte do fundo genético europeu, diferem dos outros europeus (juntamente com os Bascos, os Lapões e os Islandeses) por causa de fenômenos particulares encontrados em populações isoladas, como o efeito fundador e a deriva genética. Os dados parecem sugerir que a população atual deriva em grande parte de populações da idade da pedra, com algumas outras contribuições menores no calcolítico e na idade do bronze. Vários estudos têm sido realizados sobre a genética da população da Sardenha, uma vez que essas peculiaridades também permitem o avanço da pesquisa científica sobre algumas patologias às quais os Sardos parecem estar predispostos, como a diabetes mellitus tipo 1, beta-talassemia e favismo, esclerose múltipla e doença celíaca.

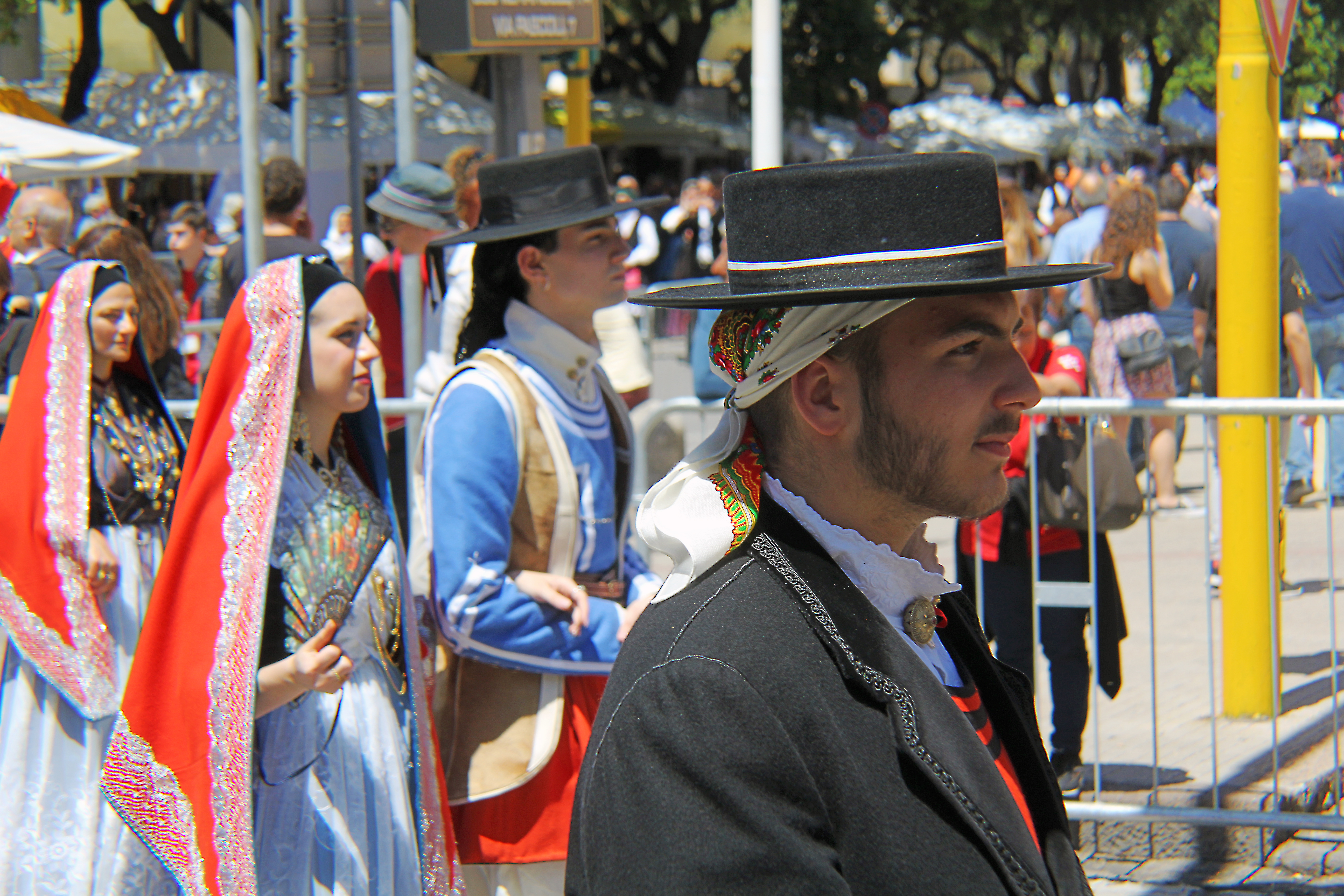
Sardos com trajes típicos de Cagliari.

Comparações recentes entre o genoma dos sardos e o de algumas pessoas do Neolítico e do primeiro Calcolítico, que viviam em áreas alemãs, húngaras e dos Alpes (Ötzi), mostraram semelhanças consideráveis entre as duas populações, embora existam diferenças consistentes entre as amostras pré-históricas e os habitantes atuais dessas áreas geográficas. A partir disso, pode-se deduzir que, enquanto a Europa central e do norte sofreu profundas mudanças demográficas devido às migrações pós-neolíticas, presumivelmente da periferia oriental da Europa (estepe pôntica) e, possivelmente, da Escandinávia, o sul da Europa e a Sardenha, em particular, foram menos afetados; os Sardos e os Bascos parecem ser os povos que melhor preservaram o legado genético da Europa Ocidental da era neolítica.
Um estudo de 2016, publicado na revista Genetics, traçou a origem dos sardos juntamente com uma raça de cão indígena geneticamente isolada da ilha, o dogo sardo, apontando para uma linhagem do Médio Oriente e da Europa Central. Um estudo de 2018 de Llorente et al. descobriu que os sardos de hoje são a população mais próxima do genoma do refluxo eurasiático ocidental para o Corno de África em tempos antigos. Um estudo de 2019 estimou que o actual genoma sardo é derivado de aproximadamente 61,4% da Anatólia Neolítica, 9,5% dos caçadores-colectores ocidentais, 19,1% de Ganj Dareh Neolítico (Irão), e finalmente 10,0% das populações de Yamnaya Samara.

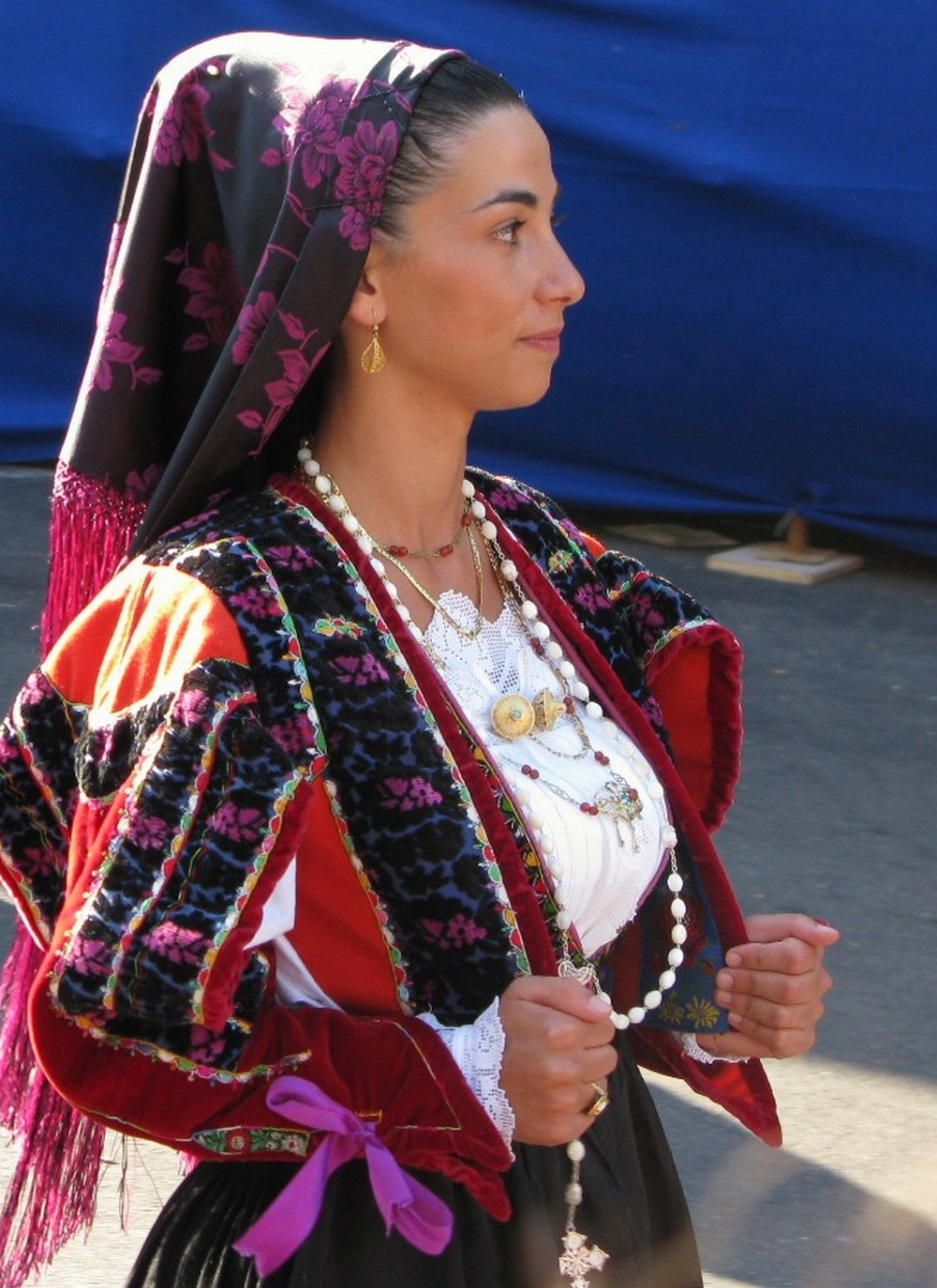
Sarda em trajes tradicionais de Orune.

No entanto, os sardos como um todo não são uma população geneticamente homogênea: alguns estudos descobriram micro-diferenças entre as aldeias da ilha; nesse sentido, a região montanhosa de Ogliastra é geneticamente mais distante do resto da Europa e do Mediterrâneo que, por exemplo, outras sub-regiões da Sardenha localizadas nas planícies e nas zonas costeiras. De acordo com um estudo publicado em 2014, a diversidade genética entre algumas pessoas da Sardenha é entre 7 e 30 vezes maior do que a que pode ser encontrada entre outros grupos étnicos europeus que vivem a quilômetros de distância um do outro, como os Espanhóis e Romenos. Um fenômeno semelhante também ocorre entre algumas populações isoladas do Vêneto e da região alpina, como os Ladinos, onde, como em Sardenha, a complexa orografia do território dificultou a comunicação com os vizinhos ao longo dos milênios.
Embora um alto grau de diferenciação genética interindividual tenha sido detectado em múltiplas ocasiões, outros estudos também afirmaram que tal variabilidade não ocorre entre as principais macrorregiões da ilha: foi demonstrado que uma região como a Barbagia não é significativamente diferente das da costa, como as áreas de Cagliari e Oristano. Um outro estudo, baseado no modelo de regressão logística multinomial, demonstrou novamente um alto grau de homogeneidade na população da Sardenha.
Os italianos da Sardenha são a população moderna com maior similaridade genética com os primeiros agricultores europeus, com cerca de 85% da ancestralidade sarda sendo oriunda deles. O isolamento geográfico da ilha contribuiu para isso.

### No Brasil

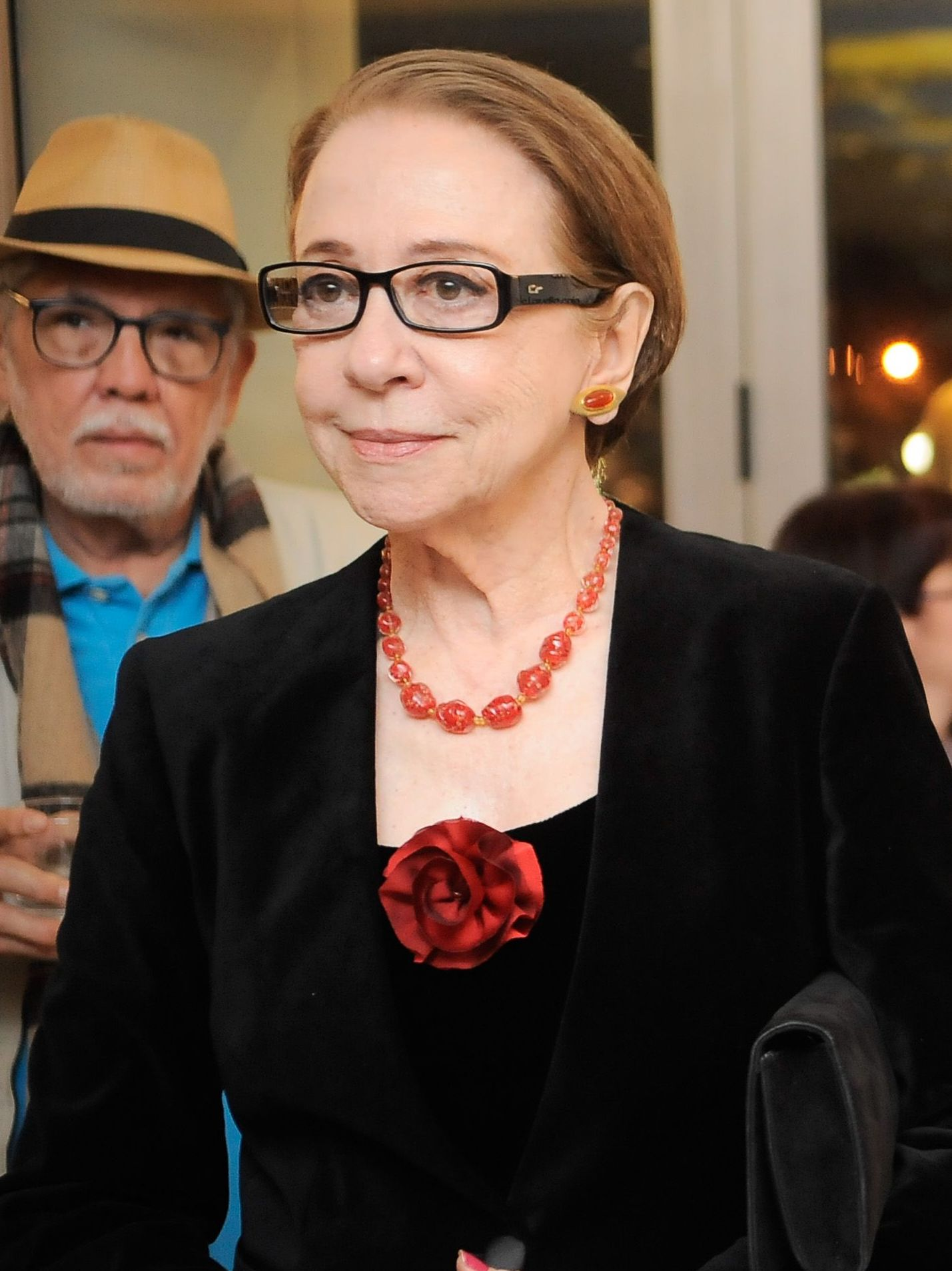
A atriz brasileira Fernanda Montenegro é neta de imigrantes sardos, pelo lado materno.

A Sardenha foi uma região que contribuiu muito pouco com a imigração italiana no Brasil, com a exceção dos anos de 1896 e 1897, quando saíram da ilha em direção ao Brasil 5.200 pessoas. Isso ocorreu após agentes de imigração terem percorrido sistematicamente a região, uma vez que aumentavam as denúncias contra a emigração subsidiada no continente e o isolamento da ilha contribuía com o menor conhecimento dessas denúncias, facilitando o aliciamento de imigrantes. Os sardos foram encaminhados sobretudo para Minas Gerais. Na década de 1890, o governo mineiro apenas aceitava imigrantes do Norte da Itália, pois havia certo preconceito contra os do Sul. Naquela época, os imigrantes italianos eram encaminhados para fazendas de café, a fim de substituir a mão de obra escrava após a abolição da escravatura no Brasil. A regra imposta pelo governo mineiro de não receber imigrantes do Sul da Itália, porém, foi flexibilizada a partir de 1894, com a abertura exclusiva da imigração da Sardenha para Minas Gerais. Além de serem considerados bons agricultores, os sardos não possuíam ligações de parentesco e amizade em outros estados do Brasil, fato que coibia o seu abandono do território mineiro.  Dentre esses imigrantes sardos encaminhados para Minas Gerais estavam os avós maternos da atriz Fernanda Montenegro, Pietrino Nieddu e Maria Pinna, cujas famílias foram trabalhar em fazendas de café e depois na mineração. Posteriormente, os avós de Fernanda saíram de Minas Gerais e mudaram-se para a cidade do Rio de Janeiro, onde nasceu Carmen, a mãe da atriz.